# QA-C/MISRA
QA-C ist ein Programmpaket zur Qualitätssicherung in der Softwareentwicklung. Die erste Version erschien 1989.
Mit QA-C/MISRA können Abweichungen von den meisten MISRA-Richtlinien im Quellcode gefunden werden. Mit diesem Programm sind Entwickler in der Lage, den Quelltext auf Fehleranfälligkeit und Wartbarkeit zu analysieren. Das Programm erkennt Programmierstil, der nicht den MISRA-Regeln entspricht. Es zeigt Alternativen auf und verweist auf die entsprechenden Stellen im MISRA-Regelverzeichnis mit Querverweis auf die Regeldefinition und ausführlichen Hilfestellungen mit Verbesserungsvorschlägen.

## Eigenschaften
- Filtert Quellcode, der nicht den MISRA-Regeln entspricht
- Verbindet Meldungen direkt mit dem Quellcode und den entsprechenden MISRA-Regeln
- Ist individuell für jede MISRA-Teilmenge konfigurierbar (auch für Teile eines Projektes)
- Erstellt Querverweise (HTML) zu Regeldefinitionen und erklärenden Beispielen
- Erstellt Berichte über die Softwarequalität (Art und Häufigkeit von Regelverletzungen etc.)
- Erzeugt textliche und grafische Metriken (Testbarkeit, Pflegbarkeit, Portabilität)
- Hat eine offene Schnittstelle zur Implementierung anwenderspezifischer Regeln, z. B. spezifischen Bezeichner-Konventionen
- Ist per Kommandozeile zur Scriptsteuerung erweiterbar, beispielsweise zur Automatisierung der Überprüfungsläufe
- Unterstützt Qualitätsinitiativen wie CMM, ISO9003/EN29003, ISO 9126, IEC 61508, DO-178B und Def Stan 00-55.
- Bietet eine Integrationen in Entwicklungsumgebungen wie z. B. Visual Studio oder Codewright und verbreiteten Versionskontrollsystemen
- Ist verfügbar für Windows-, Linux- und Unix-Plattformen